# Ursula zur Lippe

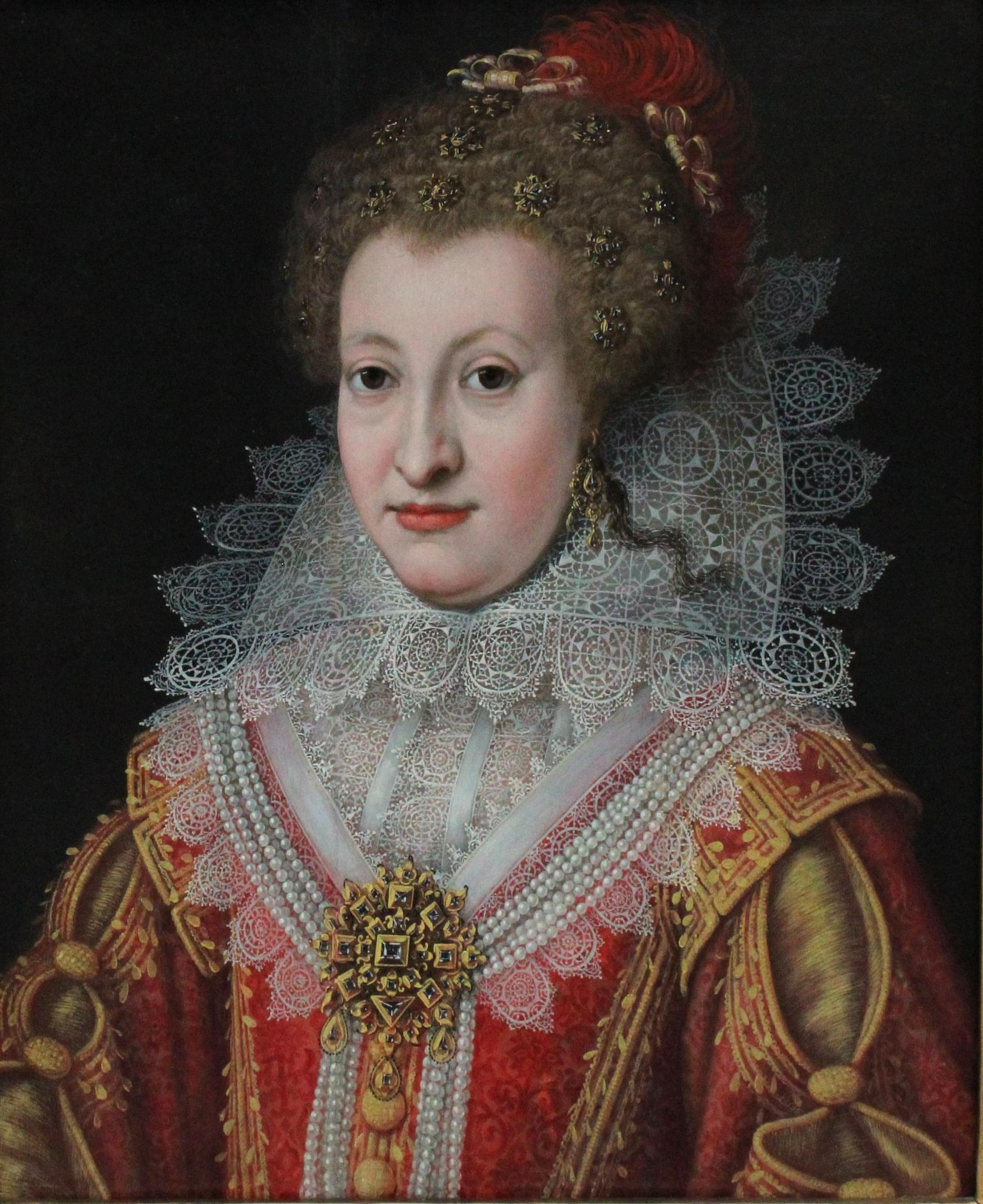
Ursula zur Lippe, Gräfin zu Nassau-Hadamar (1598–1638)

Ursula zur Lippe (* 15. Februar 1598 auf Schloss Brake in Lemgo; † 27. Juli 1638 in Hadamar) war durch Heirat Gräfin von Nassau-Hadamar.

## Herkunft und Familie
Ursula war die Tochter des Grafen Simon VI. zur Lippe und dessen Gemahlin Elisabeth von Schaumburg-Holstein.
Am 26. August 1617 heiratete sie in Detmold den Grafen Johann Ludwig von Nassau-Hadamar, mit dem sie 21 Jahre lang verheiratet war. Das Paar hatte fünfzehn Kinder, von denen sieben im frühen Kindesalter starben. Es überlebten
1. Johanna Elisabeth (1619–1647), ⚭ Fürst Friedrich von Anhalt-Bernburg-Harzgerode
2. Luise (Ludovica) Ursula (1620–1635)
3. Sophia Magdalena (1622–1658), ⚭ Fürst Ludwig Heinrich von Nassau-Dillenburg (1594–1662)
4. Moritz Heinrich (1626–1679), Nachfolger des Fürsten
5. Hermann Otto (1627–1660), Mitglied der Domkapitel in Mainz, Köln und Trier
6. Johann Ernst (1631–1651), Soldat
7. Franz Bernhard (1637–1695), Dompropst in Köln, Straßburg, Emmerich und Bremen. Nach dem Tod seines Bruders Moritz Heinrich wurde er Vormund und Regent für dessen Sohn Franz Alexander
8. Marie Elisabeth (1638–1651).

## Leben
Ursula war wegen ihrer Wohltätigkeit beim Volk sehr beliebt. Während Johann Ludwig Glanz und Prunk liebte, war sie von Bescheidenheit geprägt. Von ihm wegen ihres Übermaßes an Schmucklosigkeit zur Rede gestellt, verwies sie auf die bösen Zeiten voller Hunger und Armut. Mit ihrer Entsagung wolle sie ein Beispiel geben.
Ursula blieb der reformierten Kirche  treu, auch nachdem ihr Ehemann zur Katholischen Kirche übergetreten war. Drei Jesuitenmönche versuchten, sie auf ihrem Sterbebett zum Übertritt zur katholischen Kirche zu überreden; sie widersetzte sich.
Sie fand in der Liebfrauenkirche Hadamar ihre letzte Ruhestätte.